# Farvel (Gulddreng-album)
 For alternative betydninger, se Farvel. (Se også artikler, som begynder med Farvel)
Farvel er debutalbummet fra musikeren Gulddreng. Albummet blev udgivet nytårsaften 2017.[kilde mangler]